# Juan de Garay (Santa Fe)
Juan de Garay es una comuna del departamento 9 de Julio, provincia de Santa Fe, Argentina.

## Ubicación
Se halla situada en cercanías de la Ruta Provincial 2, que la vincula al norte con Logroño y al sudeste con Esteban Rams.

## Población y demografía
Cuenta con 48 habitantes (Indec, 2022), lo que representa un descenso frente a los 63 habitantes (Indec, 2010) del censo anterior.
| Gráfica de evolución demográfica de Juan de Garay (Santa Fe) entre 1991 y 2022 |
|                                                                                |

La localidad es considerada la comuna menos poblada de la provincia. Además es la que menos viviendas particulares tiene con 17.

## Historia
El pueblo se crea en el año 1916 por Juan de Garay, en el plan de colonias del norte.